# Gracia Barrios
Gracia Barrios Rivadeneira, née le 27 juin 1926 à Santiago au Chili, morte le 28 mai 2020 à Ñuñoa, est une artiste peintre chilienne.
Elle passe progressivement de l'art figuratif à l'art informel, en recherchant les matériaux naturels pour la densité de ses réalisations. Elle représente surtout les habitants des Amériques dans leur contexte historique et sociologique.
Elle enseigne d'abord à l'université du Chili, part en exil en France pendant la dictature de Pinochet, et à son retour enseigne à l'université pontificale catholique. Elle est lauréate du Prix national des arts plastiques 2011.

## Biographie
Gracia Barros est la fille d'Eduardo Barrios, écrivain, lauréat du Prix national de littérature en 1946, et de Carmen Rivadeneira, pianiste. Elle s'intéresse très jeune à l'art et souhaite devenir artiste, encouragée par son père. Elle suit des cours avec le peintre Carlos Isamitt, puis, lycéenne, prend des cours du soir à l'École des Beaux-Arts de l'université du Chili. Après le lycée, elle poursuit ses études supérieures à l'université du Chili de 1944 à 1949. Elle y suit l'enseignement de professeurs artistes peintres comme Pablo Burchard, qui influence nettement son style.
Gracia Barrios est enseignante à partir de 1953, à l'université du Chili, comme assistante dans l'atelier de dessin de Carlos Pedraza (es). Elle occupe ensuite différents postes d'enseignante, jusqu'en 1973. Dans les années 1960, elle fait partie du Grupo Signo, qui se détache du post-impressionnisme et prône l'abandon de la peinture de chevalet. Ce groupe comporte notamment les peintres Alberto Pérez, José Balmes et Eduardo Martínez Bonati, et organise en 1962 des expositions en Espagne et en France.
Le coup d'État de 1973 au Chili, par Pinochet, l'entraîne à s'exiler en France avec son mari et sa fille ; ils restent en exil pendant une dizaine d'années.
Lorsqu'elle revient au Chili, Gracia Barrios enseigne en tant que professeur invité à l'Université catholique de 1983 à 1986, puis à partir de 1994, comme professeur à l'université Finis Terrae. Elle met fin quelques années plus tard à sa carrière pédagogique. Elle regrette l'époque où l'art était plus démocratique, avec des artistes de toutes les couches sociales, et déplore l'emprise croissante du pouvoir économique. Elle arrête les cours pour cela.
Elle remporte en 2011 à l'unanimité le Prix national des Arts plastiques pour son œuvre, dont le jury indique qu'elle « se distingue par sa recherche incessante de la condition humaine et, surtout, par la relation de l'être humain avec ses contextes existentiels et historiques ».

## Œuvre

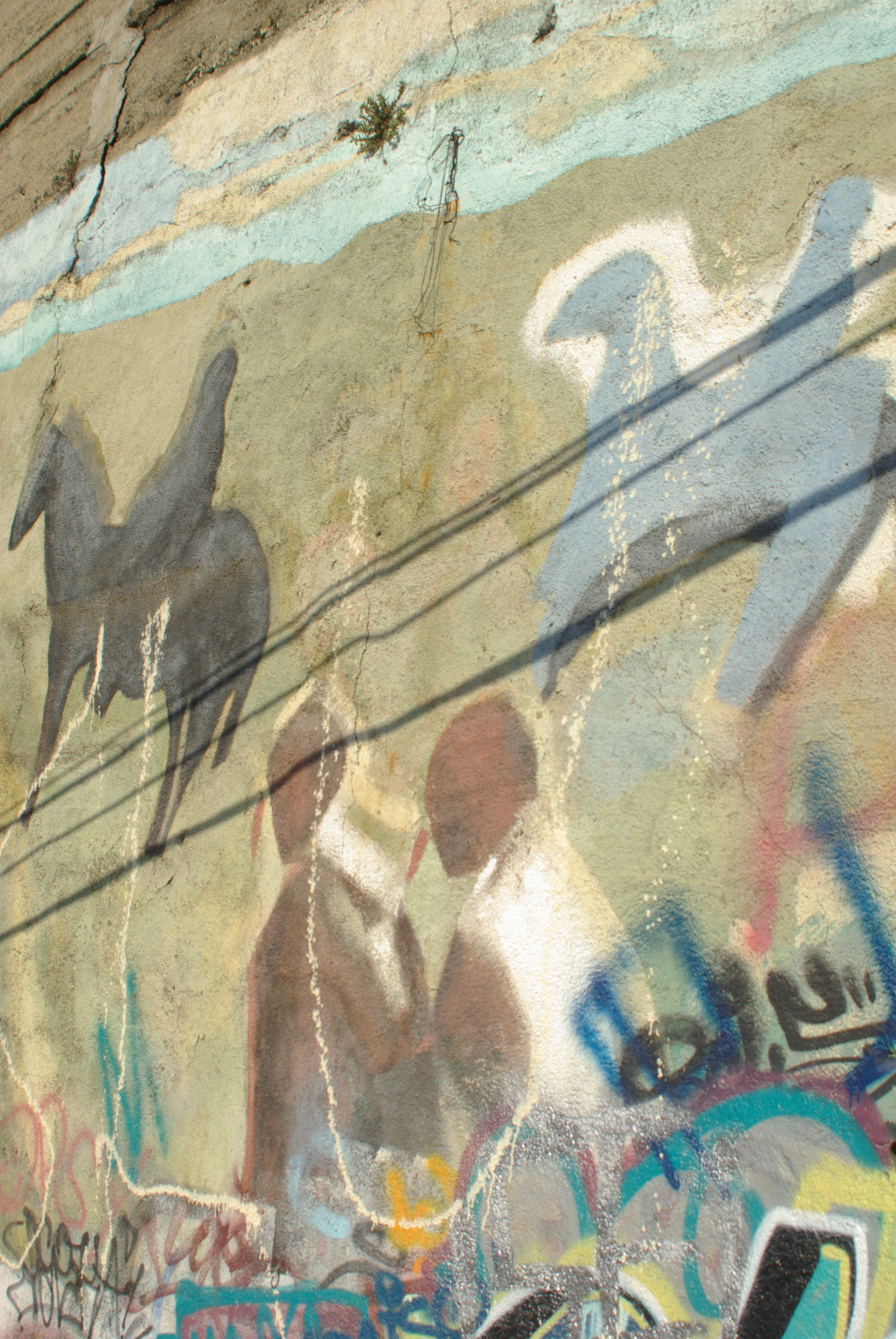
Imagen con caballo negro, [Image avec cheval noir], fresque no 2 au musée à ciel ouvert de Valparaíso.

L'œuvre de Gracia Barrios se concentre sur « l'activité humaine dans la vie quotidienne ». Après avoir longtemps privilégié la peinture figurative, elle s'oriente dans les années 1960 vers un style plus proche de l'art informel, qu'elle appelle le « réalisme informel ». Gracia Barrios représente les êtres humains par des torses, des têtes et des femmes enceintes, en rapport direct avec le continent américain et ses habitants. Elle traite notamment les thèmes de la guerre, de la pauvreté, de l'exil.
Pour ses œuvres, elle utilise de la peinture à l'huile, de la peinture acrylique, mais aussi des éléments naturels comme la terre et l'argile pour donner une plus grande densité à ses réalisations.
Ses peintures sont exposées dans divers pays comme l'Espagne, la France, l'Allemagne, le Brésil et le Japon. Elles figurent dans les collections de musées chiliens, mais aussi dans les collections d'autres musées comme le musée Hammer à Los Angeles aux États-Unis.

## Vie personnelle
Gracia Barrios suit des cours gratuits à l'université du Chili lorsqu'elle rencontre en 1943 le peintre catalan José Balmes. Ils ont été présentés l'un à l'autre par le poète Enrique Lihn. Ils se marient en 1952 et ont une fille, Concepción Balmes, qui devient peintre elle aussi.
Elle meurt du Covid-19 le 28 mai 2020 à Ñuñoa, à l'âge de 92 ans.

## Prix et reconnaissances
- 1957 – Premier Prix de Dessin, 68e Salon officiel, Santiago.
- 1958 – Deuxième Prix de Peinture, 69e Salon officiel, Santiago.
- 1959 – Deuxième Prix, 70e Salon officiel, Santiago.
- 1964 – Deuxième Prix, Salon Esso, musée d'Art contemporain, université du Chili, Santiago.
- 1965 – Premier Prix CRAV de Peinture, Santiago.
- 1965 – Deuxième prix, peinture, Salon Esso pour jeunes artistes, Union panaméricaine, Washington, États-Unis.
- 1966 – Premier Prix de Peinture, 76e Salon officiel, Santiago.
- 1968 – Deuxième Prix, Biennale américaine de Quito, Équateur.
- 1971 – Prix d'honneur du XVe Salon Ñuñoa, Santiago.
- 1988 – Prix d'excellence, Peinture murale de l'Hôpital des Travailleurs, Santiago.
- 1996 – Prix d'art municipal, municipalité de Santiago.
- 2011 – Prix national des Arts plastiques, Chili.